# SH-10D
docomo NEXT series AQUOS PHONE sv SH-10D (ドコモ ネクストシリーズ アクオスフォン エスブイ エスエイチイチゼロディー)は、シャープによって開発された、NTTドコモの第3.9世代移動通信システム(Xi)と第3世代移動通信システム(FOMA)とのデュアルモード端末である。docomo NEXT seriesのひとつ。

## 概要
SH-06Dの後継機種で、新たにXiに対応したモデルである。製品名の「sv」は「Super View」の略称である。
4.5インチのCGシリコン HD液晶を搭載、本体ボディは四隅をカットし、背面のサイドを絞り込んだ多角形の「ポリゴンシェルデザイン」の採用により、大画面液晶を搭載しながらも手にフィットするフォルムとなっている。
同梱されている卓上ホルダは横置きタイプで、「Viewer Dock」と呼ばれる。デスクトップスタイルで充電中でもワンセグやモバキャス(NOTTV)の視聴しやすさに配慮されている。また、アンテナが内蔵されており、ワンセグやモバキャスの安定した受信が可能となっている。
また充電時におすすめの番組や新着動画などの情報をホーム画面上に表示する「Dock to play」機能、保存した動画や写真をスライドショーとして楽しめる「チャージングシアター」などの機能も搭載している。
給電中にNOTTVの電波と干渉しやすいため、おくだけ充電には対応していない。
NOTTV以外の基本的な性能はAQUOS PHONE ZETA SH-09Dと同等である。チップセットもSH-09Dと同じであるが、1か月で発売終了に見舞われたSH-09Dと異なり、本機の発売時期にはチップ不足問題がほぼ解決していたため、2013年2月現在も生産が続いている。

## 主な機能
| 主な対応サービス                                 | 主な対応サービス                         | 主な対応サービス                       | 主な対応サービス                              |
| ------------------------------------------------ | ---------------------------------------- | -------------------------------------- | --------------------------------------------- |
| タッチパネル／加速度センサー                     | Xi／FOMAハイスピード                     | Bluetooth                              | DCMX／おサイフケータイ／赤外線／トルカ        |
| ワンセグ／モバキャス                             | メロディコール                           | テザリング                             | WiFi IEEE802.11b/g/n                          |
| GPS                                              | spモード／電話帳バックアップ             | デコメール／デコメ絵文字／デコメアニメ | iチャネル                                     |
| エリアメール／ソフトウェアーアップデート自動更新 | デジタルオーディオプレーヤー(WMA)(MP3他) | GSM／3Gローミング(WORLD WING)          | フルブラウザ／Flash Player                    |
| Google Play／dメニュー／dマーケット              | Gmail／Google Talk／YouTube／Picasa      | バーコードリーダ／名刺リーダ           | ドコモ地図ナビ／Google Maps／ストリートビュー |

## 歴史
- 2012年5月16日 - NTTドコモより発表。
- 2012年8月24日 - 事前予約開始。
- 2012年8月30日 - 発売開始[3]。
- 2013年5月8日 - Android 4.1バージョンアップ対象機種に選定される[4]。
- 2013年7月29日 - Android 4.1へアップデート開始。

## アップデート・不具合など
2012年10月4日のアップデート
- 「タッチ操作音」がONのとき、音楽再生中にマナーモードを切替えるとメディア音が鳴らなくなる場合がある。
- ビルド番号が01.00.00、01.00.01、01.00.02から01.00.03になる。

2012年11月21日のアップデート
- 充電器を接続しても、まれに充電が開始されない場合がある。
- ビルド番号が01.00.03から01.00.04になる。

2013年3月21日のアップデート
- YouTube視聴時にリプレイ再生が途中で止まってしまう場合がある。
- ブラウザでファイルをダウンロードする際にまれにダウンロードに失敗する場合がある。
- Wi-Fi接続状態でまれに携帯電話(本体)の時刻がずれる場合がある。
- ビルド番号が01.00.04から01.00.05になる。

2013年5月1日のアップデート
- ウェルカムシート(ロック画面)のライブ壁紙が正しく表示されない場合がある不具合を修正する。
- ビルド番号が01.00.05から01.00.06になる。

2013年7月29日のアップデート(OSバージョンアップ)
- 本機特有の主な変更点
  - クイックツールボックスEXの追加。
  - カメラUIの改善。モバイルライト・GPS・手ぶれ補正などの設定が容易に変更できるようになる。
  - コンテンツマネージャーにおける絞り込み設定の拡張(画像サイズによる絞り込みの追加)。
  - Office Suiteがプリインストールされ、パスワードのかかったファイルが閲覧できるようになる。
  - アシスト機能の追加。ナビゲーションバーを上方向にフリックすると、Google検索またはしゃべってコンシェルを起動させることができるようになる。
  - NOTTVのバックグラウンド音声再生に対応。
- Android 4.1における共通の変更点
  - Android OS全体で、表示速度とタッチ反応が向上。
  - Google Nowへの対応。
  - ステータスバーから次のアクションが可能に。
- ドコモ共通の変更点
  - データ保管BOXへ対応。
  - NOTTVの災害関連情報受信への対応。
- 不具合修正
  - 特定の条件下で電波環境が良好であるにも関わらず、まれにアンテナ表示が正しく表示されない場合がある不具合を修正する。
- ビルド番号が01.00.01、01.00.02、01.00.03、01.00.04、01.00.05、01.00.06のいずれかから02.00.02になる。

2014年4月7日のアップデート
- 正常に読取可能なmicroSDカードを挿入しても、通知バーに「microSDカードが予期せず取り外されました」と繰り返し表示される場合がある不具合を修正する。
- 特定のアプリを起動した際、モバイルライトが正常に点灯しない場合がある不具合を修正する。
- ビルド番号が02.00.02から02.00.03になる。